# A2A
A2A SpA és una empresa italiana que va ser fundada l'1 de gener 2008 per la unió d'AEM, ASM i AMSA (tècnicament era la fusió d'ASM i AMSA a AEM), en resposta a l'evolució en el sector de serveis múltiples italià que, enfront de la progressiva competència, va iniciar un procés de consolidació que està portant la formació d'un petit nombre de grans operadors.

## L'empresa

### Dades de la societat
- Nom de l'empresa: A2A SpA
- Domicili social: Via Alessandro La Marmora, 230-25124 Brescia
- Seu i l'oficina administrativa: Corso di Porta Vittoria, 4-20.122 Milà
- IVA i de Codi de l'imposti : 11957540153
- Capital social : 1,629,110,744.04 euros

### Dades econòmiques
El Grup A2A, que cotitza a la borsa de valors en la llista del FTSE MIB. Està present així com a Itàlia, també a Espanya, França, Anglaterra, Grècia i Montenegro. Les seves dimensions són d'una gran importància europea, com pot veure's a partir de les dades de l'any 2012: 
- Volum de negocis : 6500 milions de €
- EBITDA de 1.068 milions de €

## Àrees d'activitat
El grup A2A està involucrat principalment en: 
- producció, venda i distribució d'electricitat;
- venda i distribució de gas; l'objectiu és la venda a l'engròs i al detall de l'energia elèctrica i el gas natural. El suport a les àrees comercials està assegurat per les activitats de provisió de combustible, la planificació i distribució en plantes de generació elèctrica, l'optimització de la cartera i del comerç als mercats nacionals i estrangers.
- Producció, distribució i venda de calor a través de les xarxes de calefacció urbana; l'activitat està dirigida a la venda de calor i l'electricitat produïda a partir de plantes de cogeneració -en la seva majoria propietat del Grup-. La venda de calor cogenerada es porta a terme a través de les xarxes de calefacció urbana. El sector també ofereix serveis de gestió per als sistemes de calefacció de propietat de tercers -serveis de gestió de calor- i el servei d'instal·lacions.
- Gestió de residus; el treball està relacionat amb el cicle de la gestió dels residus, des de la recollida i neteja viària al tractament, d'eliminació i recuperació de matèria i energia. De fet, està inclosa en l'activitat la recuperació del contingut energètic dels residus a través de les plantes d'energia o de biogàs.
- Gestió del cicle integral de l'aigua; el cicle integral de l'aigua consta de recollida d'aigua, gestió d'aigua, distribució d'aigua, la gestió de clavegueram i plantes de tractament.
- Altres serveis; els serveis corporatius inclouen la tutoria, la planificació estratègica, coordinació i control de les operacions industrials, així com serveis de suport als negocis i activitats operatives -per exemple, serveis administratius, comptables, financers, legals, contractació, gestió de personal o informació tecnològica-. En altres serveis s'inclou les activitats relacionades amb l'enllumenat públic, sistemes de control de tràfic i serveis de vigilància per vídeo.

### Mobilitat elèctrica
El projecte pilot «E-Moving» es va iniciar al juny de 2010 en les ciutats de Milà i Brescia desenvolupat en col·laboració per les empreses A2A i Renault. L'objectiu del projecte és posar a prova els diversos components del model operatiu per a la mobilitat elèctrica desenvolupat per A2A i Renault: la tecnologia i situació de les infraestructures de recàrrega, processos i solucions comercials relacionades amb la venda o el lloguer dels vehicles elèctrics, la interacció entre la xarxa i la càrrega d'energia, el subministrament d'electricitat i els sistemes de facturació i la gestió del manteniment dels vehicles elèctrics.
A Milà hi són actius 60 punts de recàrrega elèctrica en terrenys públics i 75 en terrenys privats. A més a més, A2A ha activat 32 punts de recàrrega per al projecte «E-Vai di Car Sharing» elèctric, en les estacions del metro de Milà de Cadorna, Varese i Como, i als aeroports de Malpensa i Linate. A Brescia es troben 36 punts de recàrrega públics, i 34 punts en terrenys privats.